# Orehovica (gmina Zagorje ob Savi)
Orehovica – wieś w Słowenii, w gminie Zagorje ob Savi. W 2018 roku liczyła 136 mieszkańców.